# Barkauer See und Umgebung
Koordinaten: 54° 4′ 56″ N, 10° 38′ 31″ O

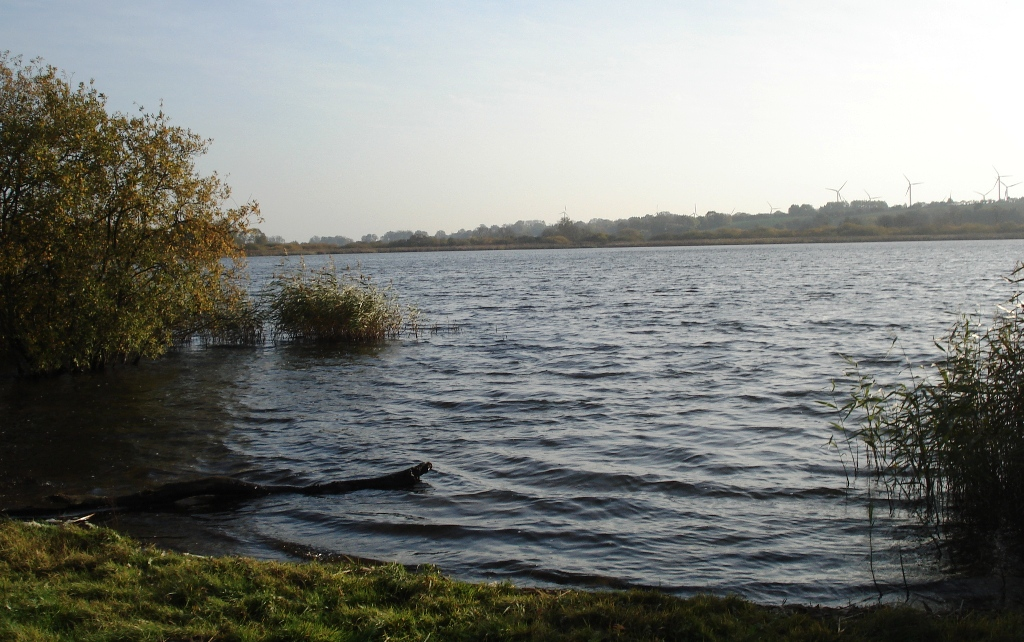
Barkauer See

Der Barkauer See und Umgebung ist ein Naturschutzgebiet in der schleswig-holsteinischen Gemeinde Süsel im Kreis Ostholstein.

## Allgemeines
Das rund 137 Hektar große Naturschutzgebiet ist mit der Nummer 32 in das Verzeichnis der Naturschutzgebiete des Ministeriums für Landwirtschaft, Umwelt und ländliche Räume eingetragen. Es wurde 1982 ausgewiesen (Datum der Verordnung: 11. November 1982). Das Naturschutzgebiet ist Bestandteil des 472 Hektar großen FFH-Gebietes „Barkauer See“. Zuständige untere Naturschutzbehörde ist der Kreis Ostholstein.

## Beschreibung
Das Naturschutzgebiet liegt südöstlich von Eutin im Naturpark Holsteinische Schweiz. Es umfasst einen Teil des in einer Moränenlandschaft liegenden Schmelzwassertals der Schwartau mit dem darin liegenden Barkauer See, einem von der Schwartau durchflossenen Flachwassersee. Der Talraum war in den 1930er Jahren stark entwässert und die Schwartau begradigt worden, um die Flächen landwirtschaftlich nutzbar zu machen. Nach der Unterschutzstellung wurde die Nutzung der Flächen nach und nach extensiviert bzw. eingestellt. Seit 1987 kaufte die Stiftung Naturschutz Schleswig-Holstein rund 209 Hektar sowie die Initiative ProNatur mit dem Landesjagdverband Schleswig-Holstein und der Kreisjägerschaft Eutin rund 13 Hektar der früher landwirtschaftlich genutzten Flächen im Naturschutzgebiet sowie daran angrenzend auf. 2006 konnte der Wasserstand des Barkauer Sees durch den Einbau von Sohlgleiten in die Schwartau und den Aufstau von Gräben im Niederungsbereich um 40 cm erhöht werden und ein naturnaher Wasserhaushalt wiederhergestellt werden. Der rund 50 Hektar große See ist von ausgedehnten Verlandungszonen mit Röhrichtbeständen und Bruchwäldern umgeben. Stellenweise sind Grünlandbereiche, teilweise als Extensivgrünland bewirtschaftet und teilweise Feuchtgrünland, in das Naturschutzgebiet einbezogen. Unbewaldete Brachflächen sind von Staudenfluren eingenommen. Teilflächen werden im Sinne des Naturschutzes gemäht oder mit Robustrindern wie Welsh Black oder Galloways extensiv beweidet.
Das Naturschutzgebiet zeichnet sich durch einen naturnahen Zustand mit einer artenreichen Tierwelt aus. So kommen hier u. a. Kranich, Rohrdommel, Rohrweihe, Wachtelkönig, Schwarzhalstaucher, Eisvogel, Neuntöter, Schwarz- und Braunkehlchen, Sprosser, Rohrsänger und Bartmeise vor. See- und Fischadler nutzen das Gebiet für die Nahrungssuche. Für Zugvögel, darunter Zwergsäger, Singschwan und Schnatterente, ist das Naturschutzgebiet ein wichtiger Rast- und Überwinterungsort.
Das Naturschutzgebiet bietet neben Vögeln zahlreichen weiteren Tieren einen Lebensraum. Im Barkauer See kommen über zwanzig Muschel- und Schneckenarten vor sowie verschiedene Fische wie Hecht, Aal, Schleie und Schlammpeitzger. Auch für Amphibien wie Wasser- und Moorfrosch bietet das Naturschutzgebiet geeignete Lebensräume. Die Rotbauchunke wurde Ende der 2000er-Jahre, der Europäische Laubfrosch 2008 im Gebiet wieder angesiedelt.
Im Naturschutzgebiet wachsen Großer Klappertopf und Fleischfarbenes Knabenkraut. In der Bruchwaldzone wachsen Erlen- und Weidengebüsche wie Schwarzerle und Grau- und Bruchweide sowie Sumpfdotterblume, Sumpfschwertlilie und Sumpfweidenröschen. Die Röhrichtzone wird von Schmalblättrigem Rohrkolben und Schilfrohr sowie Gewöhnlicher Teichbinse dominiert. Im Barkauer See kommen verschiedene Wasserpflanzen vor, darunter Gelbe Teichrose und Weiße Seerose sowie Kammlaichkraut. Auch der Wasserschierling konnte nachgewiesen werden.
Das Naturschutzgebiet, das von landwirtschaftlichen Nutzflächen umgeben ist, wird vom Landesverband Schleswig-Holstein des Naturschutzbundes Deutschland betreut. Eine Erweiterung des Schutzgebietes ist geplant. Im Osten verläuft ein Wanderweg am Rand des Naturschutzgebietes. Ein Stichweg führt zum Barkauer See.